# Chris Berger
Christiaan David (Chris) Berger (Amsterdam, 27 april 1911 - aldaar, 12 september 1965) was een Nederlandse atleet, die voor de Tweede Wereldoorlog furore maakte op de sprint. Hij werd onder meer Europees kampioen op beide sprintafstanden, liep op de 100 m een wereldrecord en nam deel aan twee Olympische Spelen.

## Biografie

### Via voetbal in atletiek
Aanvankelijk voetbalde Berger bij de Amsterdamse voetbalvereniging DWS. In 1928 won hij bij de Nederlandse kampioenschappen voor voetballers de 100 m. Hij besloot van sport te wisselen en belandde in de atletiek. Een jaar later werd zijn grote aanleg voor de sprint al voor het eerst zichtbaar. Tijdens internationale wedstrijden in het Amsterdamse Olympisch Stadion op 27 juli 1930 bleef Berger op de 100 m met 10,7 s slechts één tiende seconde verwijderd van het Nederlandse record van Rinus van den Berge.

### Europees dubbelkampioen
Het hoogtepunt van zijn atletiekloopbaan beleefde Chris Berger in 1934. Tijdens de Europese Kampioenschappen in Turijn won hij de 100 en 200 m. Met de Nederlandse estafetteploeg won hij ook brons op de 4 x 100 m. Met name zijn winst op de 100 m was historisch: aanvankelijk riep de jury de Duitser Erich Borchmeyer uit tot winnaar, tot onbegrip, overgaand in woede, van het publiek. Na ingrijpen van assistent-teamleider Adriaan Paulen besloot de jury de filmbeelden van de finish te bekijken. De volgende dag bleek dat Berger de winnaar was.

### Wereldrecord
Op 26 augustus 1934 evenaarde Chris Berger in Amsterdam het wereldrecord op de 100 m van 10,3 uit 1930. Plaats van handeling was overigens niet het Olympisch Stadion, maar de vlakbijgelegen atletiekbaan aan het Olympiaplein. Deze tijd werd in 1936 verbeterd door Jesse Owens, maar het bleef tot 1951 het Europees record. Bergers beste tijden op de 100 en 200 m (21,1 in 1930) zouden tot 1965 de Nederlandse records blijven.

### Tweemaal Olympische Spelen
Chris Berger deed tweemaal mee aan de Olympische Spelen. In 1932 werd veel verwacht van de Nederlandse atleten. Na een bootreis van tien dagen, gevolgd door een treinreis van een week, speelden zij in Los Angeles echter geen rol van betekenis. Berger werd op beide sprintnummers al voor de halve finale uitgeschakeld. En in 1936 was hij al over zijn hoogtepunt heen en in eigen land overvleugeld door Tinus Osendarp en Wil van Beveren. Met de estafetteploeg haalde hij in Berlijn wel de finale, maar zij werden gediskwalificeerd, nadat de in derde positie lopende Osendarp het estafettestokje had laten vallen.

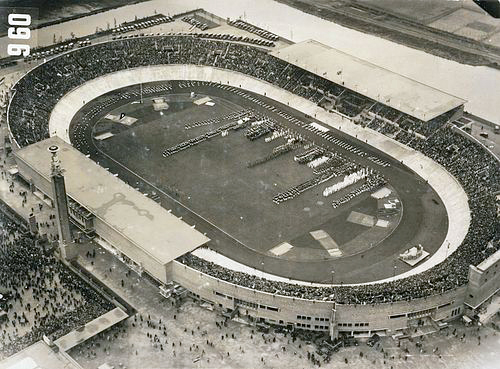
Het Amsterdamse Olympisch Stadion speelde sportief én maatschappelijk een belangrijke rol in het leven van Chris Berger.

### Hoofdopzichter Olympisch Stadion
Chris Berger werd in de periode 1930 tot en met 1934 in totaal acht keer Nederlands kampioen, viermaal op beide sprintnummers. Hij beëindigde zijn sportcarrière op 22 augustus 1943, toen hij een 100 m liep tegen onder anderen zijn belangrijkste concurrenten van de afgelopen tien jaar: Wil van Beveren en Tinus Osendarp. Berger werd later hoofdopzichter van het Olympisch Stadion en nam met zijn gezin zijn intrek in de portierswoning aan het stadionplein. Daarnaast was hij omstreeks 1955 conditietrainer van de nationale hockeyploeg. Hij was de vader van de omroepster Elles Berger.
De familie van Berger stelde jaren na zijn dood een aantal van zijn trofeeën ter beschikking van het Nederlands Sportmuseum in Lelystad. Toen dit in 2005 de deuren sloot werden de prijzen, buiten weten van de nabestaanden, door NOC*NSF op een openbare veiling voor een habbekrats verkocht.

## Kampioenschappen

### Internationale kampioenschappen
| Onderdeel  | Titel              | Jaar |
| ---------- | ------------------ | ---- |
| 100 m      | Europees kampioen  | 1934 |
| 200 m      | Europees kampioen  | 1934 |
| 100 yd     | Brits AAA-kampioen | 1930 |
| 220 yd     | Brits AAA-kampioen | 1933 |
| 4 x 110 yd | Brits AAA-kampioen | 1936 |

### Nederlandse kampioenschappen
| Onderdeel | Jaar                   |
| --------- | ---------------------- |
| 100 m     | 1930, 1931, 1933, 1934 |
| 200 m     | 1930, 1931, 1933, 1934 |

## Persoonlijke records
| Onderdeel | Prestatie | Datum            | Plaats    | Extra               |
| --------- | --------- | ---------------- | --------- | ------------------- |
| 100 yd    | 9,7 s     | 3 augustus 1930  | Groningen | ex-NR               |
| 100 m     | 10,3 s    | 26 augustus 1934 | Amsterdam | ex-WR, ex-ER, ex-NR |
| 200 m     | 21,1 s    | 15 juni 1930     | Amsterdam | ex-NR               |
| 400 m     | 49,6 s    | 1933             |           |                     |

## Onderscheidingen
- Sauer-beker - 1942